# Troll i ord
Troll i ord är en norsk svartvit komedifilm från 1954 i regi av Jon Lennart Mjøen och Olav Engebretsen. I huvudrollen som Ebba Winger ses Inger Marie Andersen och i övriga roller bland andra Ib Schønberg, Henki Kolstad och Joachim Holst-Jensen. I filmen lanserades den stickade tröjan Mariusgenser.

## Handling
Danskan Mette Werner tappar en miniatyrvante under ett uppehåll i Norge och efter det går allt fel. Hennes vidskeplige farbror Ib fastslår att saker inte kommer återgå till det normala om inte vanten återfinns. Han menar också att det bästa för Mette är en vinterferie i de norska fjällen.

## Rollista
- Inger Marie Andersen – Ebba Winger
- Ib Schønberg – Ib Fjeldstrup
- Henki Kolstad – Knut Bakke
- Marius Eriksen – Ola Bervik
- Joachim Holst-Jensen – Joachim Tønnesen
- Jytte Ibsen – Mette Werner
- Guri Stormoen – Alvilde Tønnesen
- Per Asplin – sångröst
- Nora Brockstedt – sångröst
- Fredrik Conradi – sångröst
- Oddvar Sanne – sångröst
- Sølvi Wang – sångröst
- Liv Wilse – sångare

## Produktion
Filmen producerades av bolagen Contact Film AS och Ø. C. Vennerød & Co. med Jack Hald som produktionsledare. Manuset skrevs av regissören Jon Lennart Mjøen tillsammans med Eiliv Odde Hauge och Paal Rocky. Filmen fotades av Sverre Bergli med stillbilder av Ragnvald Strand. Den klipptes av regissören Engebretsen.

## Utgivning
Filmen hade premiär i Norge den 13 september 1954 och i Danmark den 26 december 1955 under titeln Et vintereventyr.

## Musik
Musiken komponerades av Egil Monn-Iversen och framförs av gruppen The Monn Keys med Øivind Bergh som dirigent. De melodier som framförs är:
- "Elskling"
- "Man må tute med de ulver som er ute"
- "Vinter i eventyrland"